# Alypia dipsaci
Alypia dipsaci là một loài bướm đêm trong họ Noctuidae.